# Bernardino Gómez Miedes

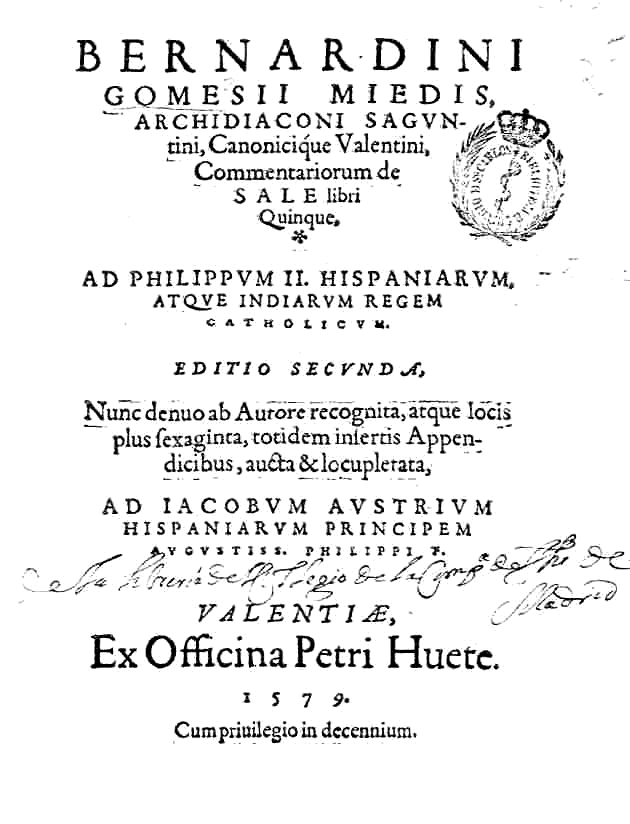
Segona edició dels Comentaris de la sal de Bernardino Gómez Miedes, publicats en cinc llibres (València, Pedro Huete, 1579)

Bernardino Gómez Miedes —en llatí, Bernardinus Gomesius Miedes— (Alcanyís, Terol, 1515 – Albarrasí, Terol, 4 de desembre de 1589) fou un historiador i humanista aragonès. És conegut fonamentalment per la seva obra miscel·lània Comentaris sobre la sal (1572 i 1579).

## Biografia
Res no se sap del seu origen familiar, llevat que va tenir almenys dos germans: Miguel Gómez de Miedes, doctor, i Miguel Tomás Gómez de Miedes, que el va substituir en la canongia de València després de la seva mort. Es coneix també el nom d'un oncle seu, Miguel Pérez de Miedes capitular de València i ardiaca de Sagunt.
Després d'uns primers anys d'estudi i formació al seu poble natal, entra a l'Estudi General de València (1532). Viatja després a París per completar els seus estudis filosòfics, però en surt fugint a Lovaina (1542) a causa del cèrcol de Perpinyà provocat pel futur rei Enric II de França i l'arribada de l'emperador Carles V amb l'exèrcit de socors. Després d'una breu estada a Antwerpen, torna a València. Freqüenta la cort local de la virreina Mencía de Mendoza, qui va crear un important focus cultural, que, sota el seu mecenatge i l'ègida de Miguel Jerónimo Ledesma, era vigilat a distància per la Inquisició per les idees renovadores que allà imperaven.
Prop de l'any 1548 realitza el seu primer viatge a Roma. La cultura i l'afany d'enriquir els seus estudis van ser els motius essencials del viatge, sense oblidar a més el preponderant paper i la vinculació històrica de la Corona d'Aragó amb la Itàlia d'aquells temps. A la Ciutat Santa comença la redacció de la seva obra més ambiciosa i personal, els Commentarii de sale, una història d'aquest condiment convertida en miscel·lània que incorpora esdeveniments històrics destacats del seu temps, anècdotes contemporànies contes, faules, proverbs i diversa erudició.
Abandona Roma deu anys després i en el seu itinerari de tornada realitza algunes incursions per la resta d'Itàlia, Alemanya i França per tal de recollir tota mena de notícies sobre la sal. S'estableix a València en els primers anys de la dècada dels seixanta, ostentant els càrrecs d'ardiaca de Sagunt i canonge de València. El 1572, i després de gairebé vint-i-cinc anys de redacció, publica els seus enciclopèdics Commentarii de sale libri IV que molt aviat li van proporcionar fama i glòria.
Realitza el 1575 un segon viatge a Roma, a la cort pontifícia de Gregori XIII, per resoldre algun assumpte important que afectava l'església valenciana. Allà contacta amb alts càrrecs eclesiàstics, com el papa Sixt V, llavors cardenal, o Antonio Perrenot, cardenal Granvela. A la tornada d'aquest viatge, perd en un quasi naufragi la seva obra D'apibus siue republica si bé no altres objectes sagrats regalats pel pontífex que es contenien al mateix bagul llançat al mar. Sa i estalvi ja a València, Gómez Miedes recupera l'esmentat bagul, que va arribar flotant a les costes valencianes i va ser lliurat a l'arquebisbe Joan de Ribera. Aquest esdeveniment «miraculós» va ser descrit pel mateix autor en una carta dirigida al Papa, publicada el 1576.
Els anys finals de la seva vida, Gómez Miedes, estimulat per l'èxit del seu primer escrit (que va conèixer una segona edició molt ampliada a cinc llibres el 1579), es llança desenfrenadament a escriure i publicar: un epítom de les constitucions de l'església valenciana (1582), una obra històrica sobre el rei Jaume I el Conqueridor (1582 i 1584), un tractat filosòfic-teològic sobre la constància (1586) i un manual mèdic sobre la malaltia de la gota (1589), dirigit a Felip II. El 28 de setembre de 1586 és nomenat bisbe d'Albarrasí per Joan de Ribera, Joan Terès i Miguel Espinosa, amb l'aprovació del papa Sixt V i a petició de Felip II. El 1587-88 és un dels diputats del regne d'Aragó i com a tal intervé en l'anomenat "plet del virrei estranger". Mor a finals de 1589 a Albarrasí. La seva tomba es troba a la Capella Major de la Catedral d'aquesta ciutat.
És un dels cinc components més destacats del «Cercle humanístic alcanyissà» -juntament amb Juan Sobrarias, Pedro Ruiz de Moros, Juan Lorenzo Palmireno i Domingo Andrés-, elogiat i que reconeixen la seva habilitat i fama com a predicador, els seus vastos coneixements i els seus èxits literaris, en especial, la seva biografia de Jaume I i la seva nova i enciclopèdica obra sobre la sal.

## Obres
- Commentarii de sale libri IV (Comentaris de la sal en quatre llibres), 1572. Edició ampliada el 1579 amb el títol Commentariorum de sale libri quinque (Comentaris de la sal en cinc llibres)
- De vita et rebus gestis Iacobi primi regis Aragonum cognomento «Expugnatoris» libri XX, 1582
- Historia del muy alto e invencible rey don Jaime de Aragón, primero deste nombre, llamado «el Conquistador» (1584), versió en castellà de De vita et rebus gestis Iacobi primi regis Aragonum
- Enchiridion o manual instrumento de salud contra el morbo articular que llaman gota..., 1589